# Ballinasloe
Ballinasloe (irl. Béal Átha na Sluaighe) – miasto we wschodniej części hrabstwa Galway w Irlandii.